# Акжар (Атырауская область)
Акжар (каз. Ақжар, до 1993 г. — Дальний) — село в Атырауской области Казахстана. Находится в подчинении городской администрации Атырау. Входит в состав Каиршахтинского сельского округа. Находится на Прикаспийской низменности, в 15 км от города Атырау. Код КАТО — 231033200.

## Население
В 1999 году население села составляло 2406 человек (1179 мужчин и 1227 женщин). По данным переписи 2009 года, в селе проживало 3337 человек (1609 мужчин и 1728 женщин).

## Инфраструктура
В Акжаре имеются врачебная амбулатория, детский сад, дом культуры, средняя школа, музыкальная школа, спортивный комплекс, баня, пункт бытового обслуживания и др.

## Галерея
- Акжар. Стела
- Акжар. Общий вид
- Акжар
- Акжар